# 1707
| 1707               |
| ------------------ |
| Dødsfald - Fødsler |
| • Begivenheder     |

| Gregoriansk kalender | 1707 MDCCVII            |
| Ab urbe condita      | 2460                    |
| Armensk kalender     | 1156 ԹՎ ՌՃԾԶ            |
| Kinesiske kalender   | 4403 – 4404 丙戌 – 丁亥 |
| Etiopisk kalender    | 1699 – 1700             |
| Jødisk kalender      | 5467 – 5468             |
| Hindukalendere       |                         |
| - Vikram Samvat      | 1762 – 1763             |
| - Shaka Samvat       | 1629 – 1630             |
| - Kali Yuga          | 4808 – 4809             |
| Iransk kalender      | 1085 – 1086             |
| Islamisk kalender    | 1119 – 1120             |

Konge i Danmark: Frederik 4. 1699-1730 – Danmark i krig: Den store nordiske krig 1700-1721
Se også 1707 (tal)

## Begivenheder
- 1. maj - England og Skotland forenes til ét rige, der kaldes Storbritannien.

## Født
- 23. maj – Carl von Linné, svensk naturforsker, læge, biolog, botaniker og forfatter (dør 1778).